# Grabovac (Obrenovac)
Pour les articles homonymes, voir Grabovac.

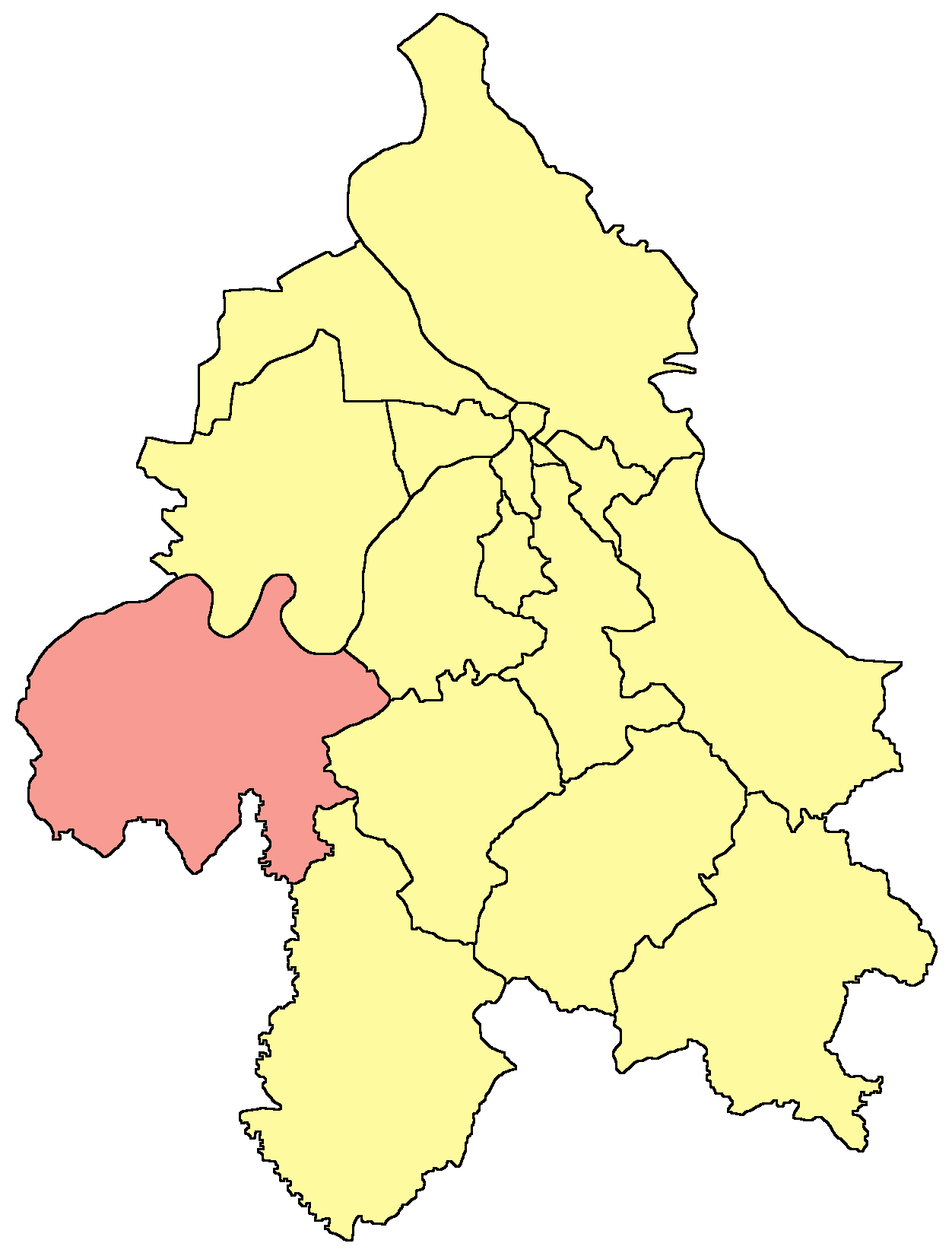
Localisation de la municipalité d'Obrenovac dans la Ville de Belgrade

Grabovac (en serbe cyrillique : Грабовац) est une localité de Serbie située dans la municipalité d’Obrenovac et sur le territoire de la ville de Belgrade. Au recensement de 2011, elle comptait 2 372 habitants.
Grabovac est officiellement classé parmi les villages de Serbie.

## Démographie

### Évolution historique de la population
| 1948  | 1953  | 1961  | 1971  | 1981  | 1991  | 2002  | 2011  |
| ----- | ----- | ----- | ----- | ----- | ----- | ----- | ----- |
| 3 359 | 3 462 | 3 268 | 2 988 | 3 072 | 3 149 | 2 596 | 2 372 |

|  |